# Johanna Sjöberg
Maria Johanna Sjöberg (* 8. März 1978 in Bromölla) ist eine ehemalige schwedische Schwimmerin.

## Werdegang
Ihre größten Erfolge feierte Sjöberg über die Schmetterlingdistanzen und mit der schwedischen Freistil- und Lagenstaffel. Im Besonderen konnte sie auf der Kurzbahn viele Siege feiern.
Bei den Kurzbahneuropameisterschaften 1996 in Rostock konnte sie ihre ersten Medaillen bei internationalen Titelkämpfen gewinnen. Beim Gewinn der Goldmedaille über 50 Meter und 100 Meter Schmetterling stellte sie jeweils einen neuen Europarekord auf.
Zweieinhalb Jahre später stellte sie in Stockholm, in 58,93 s, auch auf der Langbahn über die 100 Meter Schmetterling einen neuen Europarekord auf.
Sie nahm drei Mal an Olympischen Sommerspielen teil. 1996 in Atlanta wurde sie über die 100 Meter Schmetterling Neunte. Mit der schwedischen 4-mal-100-Meter-Freistilstaffel wurde sie Fünfte, mit der 4-mal-200-Meter-Freistilstaffel Neunte und mit der 4-mal-100-Meter-Lagenstaffel belegte sie den zehnten Endrang.
2000 in Sydney, feierte sie ihren größten Erfolg in ihrer olympischen Karriere, als sie mit der 4-mal-100-Meter-Freistilstaffel die Bronzemedaille gewann. Außerdem wurde sie über die 100 Meter Schmetterling und mit der 4-mal-100-Meter-Lagenstaffel jeweils Zehnte.
Bei ihren letzten Olympischen Sommerspielen, 2004 in Athen erreichte sie mit der schwedischen 4-mal-100-Meter- und 4-mal-200-Meter-Freistilstaffel jeweils das Finale und beendete dieses mit dem siebenten beziehungsweise achten Endrang. Über 100 Meter Schmetterling und 100 Meter Freistil scheiterte sie jeweils im Vorlauf und beendete den Wettkampf als 23. und 24.
Bei den Schwimmweltmeisterschaften 2001 in Fukuoka wurde sie über die 100 Meter Schmetterling Fünfte und über die 100 Meter Freistil schlussendlich Siebente.
Die Schwimmeuropameisterschaften 2002 in Berlin beendete Sjöberg über die 100 Meter Schmetterling als Vierte und über die 100 Meter Freistil als Siebente.
Des Weiteren stellte sie auf der Kurzbahn mit der schwedischen 4-mal-50-Meter-Freistil-, 4-mal-200-Meter-Freistil- sowie mit der 4-mal-50-Meter-Lagen- und der 4-mal-100-Meter-Lagenstaffel zahlreiche neue Europarekorde auf.